# Evropsko prvenstvo v nogometu 1984
Evropsko prvenstvo v nogometu 1984 je bilo sedmo Evropsko prvenstvo v nogometu, ki je med 12. in 27. junijem 1984 potekalo v francoskih mestih Pariz, Marseille, Lyon, Saint-Étienne, Lens, Nantes in Strasbourg. Zmagala je francoska reprezentanca, ki je v finalu premagala špansko, v polfinale pa sta se uvrstili še portugalska in danska.

## Prizorišča
| Pariz                | Marseille             | Lyon               | Saint-Étienne           |
| -------------------- | --------------------- | ------------------ | ----------------------- |
| Parc des Princes     | Stade Vélodrome       | Stade de Gerland   | Stade Geoffroy-Guichard |
| Kapaciteta: 48,000   | Kapaciteta: 55.000    | Kapaciteta: 40.000 | Kapaciteta: 53.000      |
|                      |                       |                    |                         |
| Lens                 | Nantes                | Strasbourg         |                         |
| Stade Félix-Bollaert | Stade de la Beaujoire | Stade de la Meinau |                         |
| Kapaciteta: 49.000   | Kapaciteta: 53.000    | Kapaciteta: 40.000 |                         |
|                      |                       |                    |                         |

## Tekmovanje

### Predtekmovanje

#### Skupina A
| Reprezentanca | OT | Z | N | P | DG | PG | GR | TOČ |
| ------------- | -- | - | - | - | -- | -- | -- | --- |
| Francija      | 3  | 3 | 0 | 0 | 9  | 2  | +7 | 6   |
| Danska        | 3  | 2 | 0 | 1 | 8  | 3  | +5 | 4   |
| Belgija       | 3  | 1 | 0 | 2 | 4  | 8  | −3 | 2   |
| Jugoslavija   | 3  | 0 | 0 | 3 | 2  | 10 | −8 | 0   |

| 12. junij 1984 20:30 | Francija    | 1 – 0      | Danska | Stadion: Parc des Princes, Pariz Gledalcev: 47.570 Sodnik: Volker Roth |
| 12. junij 1984 20:30 | Platini 88' | (Poročilo) |        | Stadion: Parc des Princes, Pariz Gledalcev: 47.570 Sodnik: Volker Roth |

| 13. junij 1984 20:30 | Belgija                       | 3 – 0      | Jugoslavija | Stadion: Stade Félix Bollaert, Lens Gledalcev: 41.774 Sodnik: Erik Fredriksson |
| 13. junij 1984 20:30 | Vandenbergh 68' (85) Grün 75' | (Poročilo) |             | Stadion: Stade Félix Bollaert, Lens Gledalcev: 41.774 Sodnik: Erik Fredriksson |

| 16. junij 1984 17:15 | Francija                                            | 5 – 0      | Belgija | Stadion: Stade de la Beaujoire, Nantes Gledalcev: 51.359 Sodnik: Bob Valentine |
| 16. junij 1984 17:15 | Platini 4' 74' (pen.) 89' Giresse 33' Fernandez 43' | (Poročilo) |         | Stadion: Stade de la Beaujoire, Nantes Gledalcev: 51.359 Sodnik: Bob Valentine |

| 16. junij 1984 20:30 | Danska                                                       | 5 – 0      | Jugoslavija | Stadion: Stade de Gerland, Lyon Gledalcev: 34.745 Sodnik: Augusto Lamo Castillo |
| 16. junij 1984 20:30 | Arnesen 8' 69' (pen.) Berggreen 16' Elkjær 82' Lauridsen 84' | (Poročilo) |             | Stadion: Stade de Gerland, Lyon Gledalcev: 34.745 Sodnik: Augusto Lamo Castillo |

| 19. junij 1984 20:30 | Francija            | 3 – 2      | Jugoslavija                        | Stadion: Stade Geoffroy-Guichard, Saint-Étienne Gledalcev: 45.789 Sodnik: |
| 19. junij 1984 20:30 | Platini 59' 62' 77' | (Poročilo) | Šestić 32' D. Stojković 84' (pen.) | Stadion: Stade Geoffroy-Guichard, Saint-Étienne Gledalcev: 45.789 Sodnik: |

| 19. junij 1984 20:30 | Danska                                   | 3 – 2      | Belgija                       | Stadion: La Meinau, Strasbourg Gledalcev: 36.911 Sodnik: Adolf Prokop |
| 19. junij 1984 20:30 | Arnesen 41' (pen.) Brylle 60' Elkjær 84' | (Poročilo) | Ceulemans 26' Vercauteren 39' | Stadion: La Meinau, Strasbourg Gledalcev: 36.911 Sodnik: Adolf Prokop |

#### Skupina B
| Reprezentanca   | OT | Z | N | P | DG | PG | GR | TOČ |
| --------------- | -- | - | - | - | -- | -- | -- | --- |
| Španija         | 3  | 1 | 2 | 0 | 3  | 2  | +1 | 4   |
| Portugalska     | 3  | 1 | 2 | 0 | 2  | 1  | +1 | 4   |
| Zahodna Nemčija | 3  | 1 | 1 | 1 | 2  | 2  | 0  | 3   |
| Romunija        | 3  | 0 | 1 | 2 | 2  | 4  | −2 | 1   |

| 14. junij 1984 17:15 | Zahodna Nemčija | 0 – 0 | Portugalska | Stadion: La Meinau, Strasbourg Gledalcev: 44.566 Sodnik: Romualdas Juška |
| 14. junij 1984 17:15 | (Poročilo)      |       |             | Stadion: La Meinau, Strasbourg Gledalcev: 44.566 Sodnik: Romualdas Juška |

| 14. junij 1984 20:30 | Romunija   | 1 – 1      | Španija             | Stadion: Stade Geoffroy-Guichard, Saint-Etienne Gledalcev: 17.102 Sodnik: Alexis Ponnet |
| 14. junij 1984 20:30 | Bölöni 35' | (Poročilo) | Carrasco 22' (pen.) | Stadion: Stade Geoffroy-Guichard, Saint-Etienne Gledalcev: 17.102 Sodnik: Alexis Ponnet |

| 17. junij 1984 17:15 | Zahodna Nemčija | 2 – 1      | Romunija  | Stadion: Stade Félix Bollaert, Lens Gledalcev: 31.803 Sodnik: Jan Keizer |
| 17. junij 1984 17:15 | Völler 25' 66'  | (Poročilo) | Coraş 46' | Stadion: Stade Félix Bollaert, Lens Gledalcev: 31.803 Sodnik: Jan Keizer |

| 17. junij 1984 20:30 | Portugalska | 1 – 1      | Španija        | Stadion: Stade Vélodrome, Marseille Gledalcev: 24.364 Sodnik: Michel Vautrot |
| 17. junij 1984 20:30 | Sousa 52'   | (Poročilo) | Santillana 73' | Stadion: Stade Vélodrome, Marseille Gledalcev: 24.364 Sodnik: Michel Vautrot |

| 20. junij 1984 20:30 | Zahodna Nemčija | 0 – 1      | Španija    | Stadion: Parc des Princes, Pariz Gledalcev: 47.691 Sodnik: Vojtěch Christov |
| 20. junij 1984 20:30 |                 | (Poročilo) | Maceda 90' | Stadion: Parc des Princes, Pariz Gledalcev: 47.691 Sodnik: Vojtěch Christov |

| 20. junij 1984 20:30 | Portugalska | 1 – 0      | Romunija | Stadion: Stade de la Beaujoire, Nantes Gledalcev: 24.266 Sodnik: Heinz Fahnler |
| 20. junij 1984 20:30 | Nené 81'    | (Poročilo) |          | Stadion: Stade de la Beaujoire, Nantes Gledalcev: 24.266 Sodnik: Heinz Fahnler |

### Zaključni del
|  | Polfinale                              | Polfinale |   |  | Finale                              | Finale |  |
|  |                                        |           |   |  |                                     |        |  |
|  | 23 junij – Marseille (Stade Vélodrome) |           |   |  |                                     |        |  |
|  | Francija (p.p.)                        | 3         |   |  |                                     |        |  |
|  | Portugalska                            | 2         |   |  |                                     |        |  |
|  |                                        |           |   |  |                                     |        |  |
|  |                                        |           |   |  | 27 junij – Pariz (Parc des Princes) |        |  |
|  |                                        |           |   |  | Francija                            | 2      |  |
|  |                                        | Španija   | 0 |  |                                     |        |  |
|  |                                        |           |   |  |                                     |        |  |
|  |                                        |           |   |  |                                     |        |  |
|  |                                        |           |   |  |                                     |        |  |
|  | 24 junij - Lyon (Stade Gerland)        |           |   |  |                                     |        |  |
|  | Španija (pen.)                         | 1 (5)     |   |  |                                     |        |  |
|  | Danska                                 | 1 (4)     |   |  |                                     |        |  |

#### Polfinale
| 23. junij 1984 20:00 | Francija                       | 3 – 2 (podaljšek) | Portugalska    | Stadion: Stade Vélodrome, Marseille Gledalcev: 54.848 Sodnik: Paolo Bergamo |
| 23. junij 1984 20:00 | Domergue 24' 114' Platini 119' | (Poročilo)        | Jordão 74' 98' | Stadion: Stade Vélodrome, Marseille Gledalcev: 54.848 Sodnik: Paolo Bergamo |

| 24. junij 1984 20:00 | Španija    | 1 – 1      | Danska   | Stadion: Stade de Gerland, Lyon Gledalcev: 47.483 Sodnik: George Courtney |
| 24. junij 1984 20:00 | Maceda 67' | (Poročilo) | Lerby 7' | Stadion: Stade de Gerland, Lyon Gledalcev: 47.483 Sodnik: George Courtney |

|                                                |                 |                                   |  |
|                                                | Kazenski streli |                                   |  |
| Santillana Señor Urquiaga Víctor Muñoz Sarabia | 5 – 4           | Brylle Olsen Laudrup Lerby Elkjær |  |

#### Finale
| 27. junij 1984 20:00 | Francija                | 2 – 0      | Španija | Stadion: Parc des Princes, Pariz Gledalcev: 47.368 Sodnik: Vojtěch Christov |
| 27. junij 1984 20:00 | Platini 57' Bellone 90' | (Poročilo) |         | Stadion: Parc des Princes, Pariz Gledalcev: 47.368 Sodnik: Vojtěch Christov |

## Statistika

### Najboljši strelci
| 9 golov - Michel Platini 3 goli - Frank Arnesen 2 gola - Preben Elkjær - Jean-François Domergue - Rui Jordão - Antonio Maceda - Rudi Völler | 1 gol - Jan Ceulemans - Georges Grün - Erwin Vandenbergh - Franky Vercauteren - Klaus Berggreen - Kenneth Brylle - John Lauridsen - Søren Lerby - Bruno Bellone - Luis Fernandez - Alain Giresse - Tamagnini Nené - António Sousa - Laszlo Bölöni - Marcel Coraş - Francisco José Carrasco - Santillana - Miloš Šestić - Dragan Stojković |